# Glenn Hunter
Glenn Hunter (26 de septiembre de 1894 – 30 de diciembre de 1945) fue un actor teatral y cinematográfico de nacionalidad estadounidense, activo en la época del cine mudo.

## Biografía
Nacido en Highland Mills, Nueva York, sus padres eran Isiah T. Hunter y Sarah Glenn. 
Hunter se inició como actor teatral en el circuito de Broadway a partir del año 1915. Uno de sus papeles más destacados fue el de Merton en Merton of the Movies en 1922. 
Su primera película fue The Case of Becky (1921), en la que actuó junto a Constance Binney. En 1922 trabajó en la producción de Paramount Pictures The Country Flapper, con Dorothy Gish y Raymond y Albert Hackett. Al siguiente año coprotagonizó con Mary Astor el drama histórico Puritan Passions. En 1924 rodó una adaptación a la pantalla de Merton of the Movies, film que produjo Paramount Pictures y que se considera perdido.
Glenn Hunter falleció en1945 en Nueva York, a causa de un cáncer. Había estado casado con May Eagan.

## Teatro
- 1915 : The Age of Reason, de Cecil Dorrian
- 1919 : Clarence, de Booth Tarkington
- 1921 : The Intimate Strangers, de Booth Tarkington
- 1922 : Merton of the Movies, de George S. Kaufman y Marc Connelly
- 1925 : Young Woodley, de John Van Druten
- 1927 : Behold This Dreamer, de Fulton Oursler y Aubrey Kennedy
- 1928 : She Stoops to Conquer, de Oliver Goldsmith
- 1929 : Spring is Here, de Owen Davis
- 1930 : Waterloo Bridge, de Robert Emmet Sherwood
- 1931 : A Regular Guy, de Patrick Kearney
- 1932 : The Metropolitan Players
- 1938 : Empress of Destiny, de Jessica Lee y Joseph Lee Walsh
- 1939 : Journey's End, de R. C. Sherriff

## Filmografía completa
- 1921 : The Case of Becky, de Chester M. Franklin
- 1922 : Smilin' Through, de Sidney Franklin
- 1922 : The Cradle Buster, de Frank Tuttle
- 1922 : The Country Flapper, de F. Richard Jones
- 1923 : Second Fiddle, de Frank Tuttle
- 1923 : Youthful Cheaters, de Frank Tuttle
- 1923 : Puritan Passions, de Frank Tuttle
- 1924 : West of the Water Tower, de Rollin S. Sturgeon
- 1924 : Grit, de Frank Tuttle
- 1924 : Merton of the Movies, de James Cruze
- 1924 : The Silent Watcher, de Frank Lloyd
- 1925 : His Buddy's Wife, de Tom Terriss
- 1925 : The Pinch Hitter, de Joseph Henabery
- 1926 : The Little Giant, de William Nigh
- 1926 : The Broadway Boob, de Joseph Henabery
- 1926 : The Romance of a Million Dollars, de Tom Terriss
- 1941 : For Beauty's Sake, de Shepard Traube